# Květoslav Prokeš

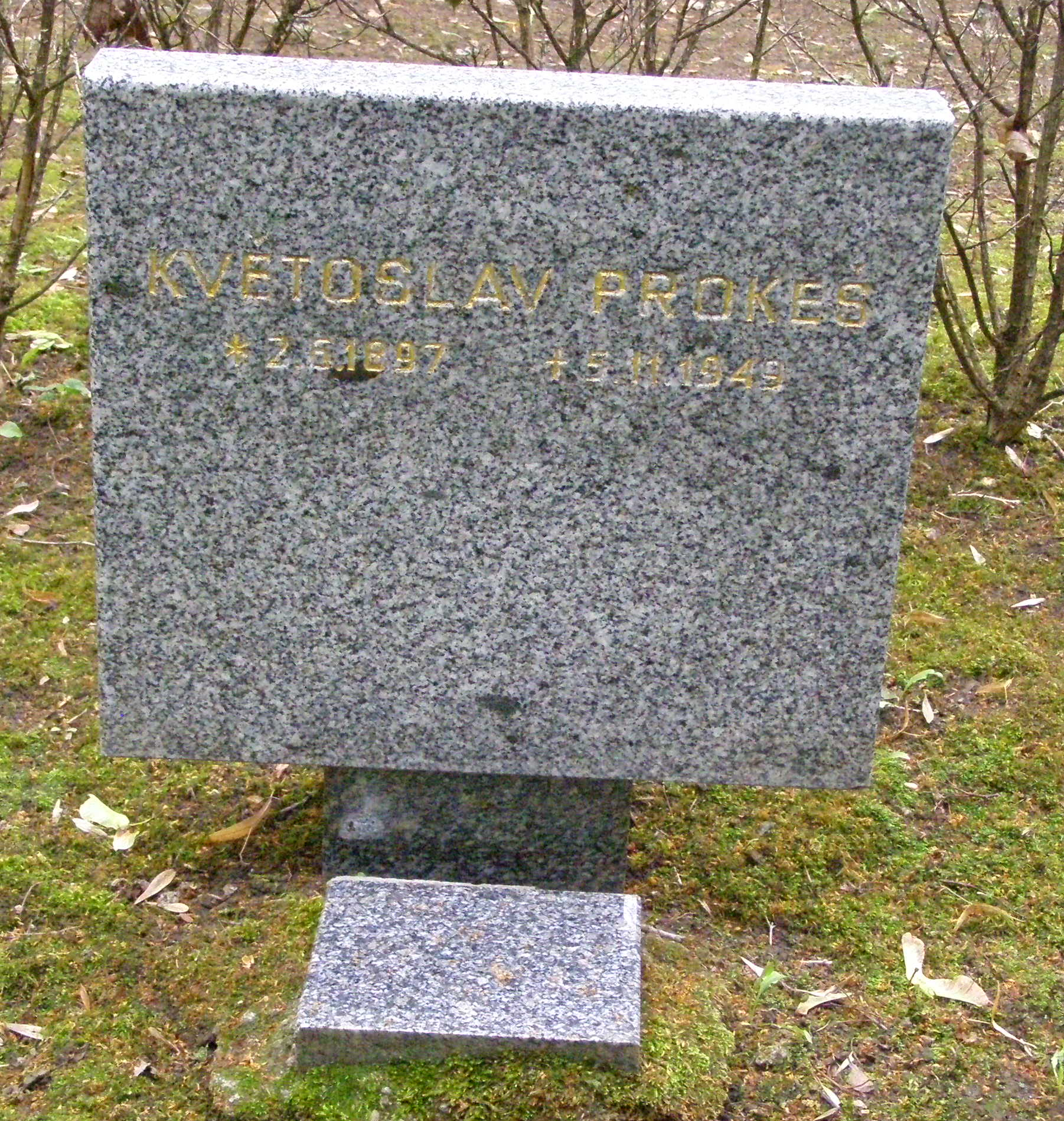
Symbolický hrob na Čestném pohřebišti popravených a umučených z padesátých let (III. odboj) na Ďáblickém hřbitově v Praze

Květoslav Prokeš (2. července 1897 Rudolfov u Zábřeha – 5. listopadu 1949 Věznice Pankrác) byl československý voják, osobnost československého protinacistického a protikomunistického odboje, oběť komunistické justiční vraždy. Za druhé světové války bojoval v zahraničním odboji proti státům Osy ve Francii, Anglii a na blízkém východě. Po komunistickém převratu byl ze strany státu šikanován a nakonec pro odpor ke komunistickému zřízení (plánování tzv. Prokešova puče) odsouzen za vlastizradu a popraven.

## Život

### Původ a mládí
Květoslav Prokeš se narodil 2. července 1897 ve vesnici Rudolfově, která je od roku 1949 součástí Zábřehu na Moravě. Pokřtěn byl jmény Květoslav Florian. Jeho otcem byl hrnčíř Václav Prokeš z Třebechovice pod Orebem, matka Anna, roz. Francová, pocházela ze Slaného a byla pradlenou.
Studoval na gymnáziu v Zábřehu (kde byl jeho spolužákem Karel Lukas), když byl roku 1915 povolán do vojenské nemocnice v Hranicích jako pomocná lékařská síla. V letech 1916 až 1918 setrvával u 93. pěšího pluku v Polsku.
Po návratu do Československa složil maturitu, pak studoval na Vojenské akademii v Hranicích, poté ještě na francouzských vojenských školách École spéciale militaire de Saint-Cyr a v Saumuru. Z Francie se do Československa vrátil roku 1924 a nastoupil jako velitel čety u 7. jezdeckého pluku v Hodoníně. Poté pracoval v Pardubicích jako instruktor ve vojenském jezdeckém učilišti, dále pak ještě sloužil v Bratislavě a Prostějově, byl důstojníkem 3. a 6. jezdeckého pluku.

### Druhá světová válka
V prosinci 1939 uprchl z Protektorátu přes Slovensko, Maďarsko (kde byl v Budapešti zatčen a vězněn, po čtyřech měsících ale nakonec uprchl) a Jugoslávii do Francie k československým jednotkám. Po obsazení Francie Německem se přesunul do Anglie, kde působil jako přednosta evidenčního oddělení a také jako sportovní a propagační důstojník.
Jako major velel motorizovaným jednotkám na Blízkém východě (v oblasti Libanonu), kam byl na vlastní žádost přeřazen. Roku 1944 se přemístil na Balkán, kde se po Jasko-kišiněvské operaci podílel na spojeneckém tahu na střední Evropu, například zajišťoval materiál pro jednotky generála Svobody.
V březnu 1945 se připojil k československým jednotkám v Košicích.

### Třetí republika, komunismus asmrt
Po skončení války byl jakožto účastník západního odboje sledován státními složkami. V listopadu 1946 byl přeřazen na řadovou pozici v Pelhřimově a pak v Táboře. Po komunistickém převratu byl poslán do výslužby. Pokoušel si najít civilní povolání, to mu ale bylo záměrně ztěžováno.
Dne 17. května 1949 byl zatčen pro přípravu státního převratu (tzv. Prokešův puč), rozsáhlé akce, do které mělo být zapojeno množství státních složek a vysoko postavených osob (mezi nimi i Karel Kutlvašr jako vůdce převratu) a mělo dojít k internaci Klementa Gottwalda, převzetí moci armádou a svržení komunistického režimu. Plán byl ale odhalen a Prokeš byl (spolu s mnohými dalšími) ve vykonstruovaném procesu obviněn kromě velezrady také z vyzvědačství.
Spolu s dalšími odbojáři Josefem Charvátem, Emanuelem Čančíkem, Jaroslavem Borkovcem, Vratislavem Jandou a Vratislavem Polesným byl 5. listopadu 1949 v pankrácké věznici popraven.
Je pohřben na čestném pohřebišti politických vězňů na Ďáblickém hřbitově.